# Маков Павло Миколайович
Павло́ Микола́йович Ма́ков (нар. 28 серпня 1958, Санкт-Петербург) — український художник. Член Королівського товариства живописців та графіків Великої Британії, дійсний член Академії мистецтв України. Представник 
  Нової хвилі.  Лауреат Національної премії України імені Тараса Шевченка (2018).

## Життєпис
Народився 28 серпня 1958 року в Ленінграді у родині лікарів. Коли Макову виповнилося п'ять років, його батьки переїхали до України, де він деякий час жив у Рівному, Києві та Симферополі. Три роки навчався у художній школі. До восьмого класу цікавився переважно біологією та літературою.
У 1974 році, вступив до Кримського художнього училища імені М. С. Самокіша у Симферополі, яке завершив у 1979 році. З 1977 по 1978 рік навчався у Петербурзькій академії мистецтв, а починаючи з 1979 року — на факультеті графіки у Харківському художньо-промисловому інституті, який завершив у 1984 році. В дитинстві Маков навчався у школі з поглибленим вивченням англійської мови, а згодом додатково займався з вчителькою, якій писав англійською листи з армії.
Деякий час працював майстром-друкарем та займався викладанням.
У 1988 році Сумський державний художній музей придбав три роботи Макова. Того ж року Маков став членом Спілки художників України, а вже наступного року
отримав Гран-прі на Всесоюзному бієнале станкової графіки у Калінінграді.
У 1991 році чотири роботи Макова придбала Третьяковська галерея.
З 1994 року Маков є членом Королівського товариства живописців та графіків Великої Британії, де на початку 1990-х викладав у Королівському коледжі мистецтв. З 2007 — член-кореспондент Академії мистецтв України.[джерело?]
Маков цікавиться сучасною українською літературою. У 1990-х роках він був знайомий з творчістю Юрія Андруховича і Оксани Забужко, остання порадила йому почитати Тараса Прохаська.
Живе та працює у Харкові.

## Роботи Павла Макова
Праці Макова виставлялися в Музеї Вікторії та Альберта (Лондон), Національній художній галереї (Київ), Центрі сучасного мистецтва (Осака), Державній Трєтьяковській галереї (Москва), Музеї сучасного мистецтва (Ібіца) та інших зібраннях. Роботи Павла Макова було також виставлено на аукціоні Сотбі (2009).[джерело?]
Над створенням артбуків Маков почав працювати з 1992 року. Серед створених ним авторських книг є «Завдання № 1» (1994), «Utopia. Хроніки 1992–1995», «Книга води» (1994), «Фонтан виснаження, Квітневі війни, книга № 12» (1996) «Анатомія мішені. Частина І, Антропологія» (1998) «Анатомія мішені. Частина II, Три сестри» (1999), Книга-килим «Три сестри» (1999), «Книга троянд» (1999–2000), «Книга дванадцяти кораблів» (1999–2000), «Книга днів» (1999–2000), «Празький щоденник» (1999–2000), Олов'яний щоденник № 1 (2000), Олов'яний щоденник № 2 «Битва за піраміду» (2000), Олов'яний щоденник № 3 «Судецький соловей» (2001), Олов'яний щоденник № 4 «Празькі зустрічі» (2001), Олов'яний щоденник № 5 «UTOPIA, блокада» (2001), Олов'яний щоденник № 6 «UTOPIA, вони йдуть» (2002), Олов'яний щоденник № 7 «UTOPIA. Ті, що канули в Літу» (2002), Олов'яний щоденник № 8 «UTOPIA, алея героїв» (2002), Олов'яний щоденник № 9 «UTOPIA, схід сонця» (2002), Олов'яний щоденник № 10 «UTOPIA, захід сонця» (2002), Олов'яний щоденник № 11 «UTOPIA, облога Пентагону» (2003–2004) та «Донроза» (2006).
Павло Маков  представляє Україну на 59-й Венеційській бієнале мистецьким проєктом «Фонтан виснаження. Висока вода». Центральний об’єкт проєкту — інсталяція з 12 рядів мідних лійок (78), по яких циркулює вода. Інсталяцію доповнюють супровідні матеріали: малюнки та фотографії.

## Погляди
Говорячи про ідентичність сучасного митця, Маков називає себе українським художником, з огляду на те, що він живе в Україні та осмислює українську дійсність. Він порівнює свою ситуацію з проблемами саморепрезентації каталонських митців, разом із тим, виступає проти того, щоб сучасне мистецтво ґрунтувалося лише на фольклорі.
У травні 2011 року Маков познайомився з американським філософом та теоретиком літератури Гансом Ульріхом Ґумбрехтом, який завітав до його майстерні під час свого перебування у Харкові. З приводу цього візиту Маков зазначив: «Я вперше побачив, щоб хтось описав словами те, чим я займаюся. <…> Я не заперечую постмодерн, просто я ніяк не міг знайти там свого місця. А Гумбрехт показав мені, де я є».